# Sarvaly
Sarvaly valamikori falu Veszprém vármegyében egy bazalt hegyen.
Az 1530-as években elpusztult. A késő középkori falut feltárták. Többek közt Holl Imre és Parádi Nándor végeztek itt ásatásokat. A leletek egy részét, a falu makettját a Nemzeti Múzeum magyar történelmi állandó kiállítása is bemutatja. Az ásatások eredményei fontos részét képezik a középkori közép-európai faluról alkotott ismereteknek.
Sarvaly házai nagyok voltak: a háromhelyiségesek 17 méter körüliek, de vannak négy- és öthelyiséges épületek is, amelyek közül a leghosszabb 36 méter volt. A házakhoz más településektől eltérően pincéket is építettek, vélhetően bortárolás céljára.
A falu templomának romjai ma is megtalálhatók az erdőben.
Területe („pusztája”) sokáig a veszprémi püspökségé volt. A terület ma Sümeghez tartozik, vadászház áll itt.
A mára félig kiszáradt Sarvaly-forrás közelében található a különleges formájú Ördögigafa.